# Conseils sur place
L'expression « conseils sur place » (chosŏn’gŭl : 현지지도 ; RR : hyeonjijido) est utilisée dans les médias en Corée du Nord pour désigner les visites du chef suprême du pays, souvent sur des sites militaires ou industriels, et lors desquelles il offre ses directives. Les « conseils sur place » sont un aspect essentiel de la propagande et du culte de la personnalité nord-coréens de la lignée du mont Paektu. Kim Il-sung, Kim Jong-il et Kim Jong-un ont tous utilisé cette pratique.
D'autres expressions sont utilisées pour désigner ces conseils, comme « visites d'orientation » ou « orientation sur le terrain ».

## Histoire et rôle dans la société
En Corée du Nord, les « conseils sur place » sont désignés comme étant une « faveur unilatérale accordée [...] par le dirigeant suprême », et son utilisation est l'un des « exemples de la façon dont le système nord-coréen repose sur un système patriarcal paternaliste ». Dans la propagande nord-coréenne, les « conseils sur place » donnent l'image d'un grand chef omniscient et attentionné offrant son « orientation bienveillante » au peuple,.
L'expression apparaît pour la première fois pour décrire les activités publiques de Kim Il-sung sur certains sites particuliers.. La Corée du Nord reconnait que les premiers « conseils sur place » de Kim Il-sung sont une visite d'une usine de Pyongyang le 24 septembre 1945, mais le fait « qu'il s'agisse vraiment d'une visite d'orientation est douteuse », étant donné que les visites locales de Kim « étaient irrégulières et intermittentes dans les années 1940, tandis qu'elles sont devenus planifiées et routinières dans les années 1950 et 1960 ». La première visite d'orientation « en tant qu'action de directives institutionnalisée » a lieu en décembre 1956 à l'aciérie de Kangson au cours de laquelle Kim lance le premier mouvement Chollima, une « campagne de concurrence de masse pour un développement économique rapide » . Kim continue d'utiliser les « conseils sur place » pour lancer d'autres campagnes et de nouvelles politiques.
Sous la direction de Kim Il-sung, les « conseils sur place » sont une « forme très moderne de spectacle pompeux montrant l'étroite relation entre le dirigeant charismatique et le travailleur-citoyen ordinaire, et Kim en fait de nombreux à travers le pays ». Les visites très médiatisées de Kim Il-sung dans les fermes collectives (en), usines, et autres sites de manières « imposantes et visibles », transmettent l'« intention de la pratique des « conseils sur place » comme étant de donner une forme au pouvoir et à l'autorité de l'État ».
L'universitaire Lim Jae-Cheon écrit : 

« Pour Kim Il-sung, les objectifs des visites d'orientation étaient multiples. Tout d'abord, il voulait mobiliser les masses (en) afin d'atteindre les objectifs économiques le plus vite possible. Deuxièmement, il voulait vérifier si sa politique, décidée au niveau supérieur, était mise en œuvre dans les organisations de niveau inférieur comme il le souhaitait. Troisièmement, il utilisait les visites d'orientation comme un moyen de comprendre les situations qui existaient dans ces organisations de niveau inférieur avant de prendre de nouvelles décisions politiques au niveau supérieur. En résumé, les visites d'orientation étaient la méthode de décision du chef nord-coréen pour des fins multiples - mobilisation des masses, inspection des politiques et vérifications de leurs effets sur place - et étaient également un moyen de redresser les formalités administratives bureaucratiques. »

Dans les années 1970, le fils de Kim Il-sung, Kim Jong-il, prend en charge la responsabilité de l'organisation des visites de son père après avoir été nommé héritier apparent. Tout au long des années 1970 et 1980, au fur et à mesure que le culte de la personnalité de Kim Il-sung s'est intensifié, les « conseils sur place » sont devenus des actes réguliers ritualisés et même « sanctifiés ». Plusieurs différentes variantes de ces visites sont apparues. Une visite d'orientation « régulière » de l'inspection d'un site a une durée plus longue et demande une préparation plus poussée que les autres types. Une visite d'orientation « spéciale » implique le choix du chef d'une unité de travail particulière comme « modèle » pour une campagne de mobilisation de masse. Un troisième type de visite d'orientation est celle qui est répétée sur un site précédemment visité pour donner suite à la mise en œuvre. Enfin, il y a la « visite d'orientation spontanée lors de laquelle le chef fait une inspection d'un site lors d'une visite d'orientation régulière ou spéciale ». En tant qu'héritier apparent, Kim Jong-il entreprend également ses propres visites d'orientation, bien que celles-ci soient initialement appelées « inspections commerciales », puis « conseils commerciaux », l'expression « conseils sur place » étant utilisée pour la première fois le 5 avril 1988 quand il visite des sites de radiodiffusion et postaux.
En 1994, après la mort de son père, Kim Jong-il devient le chef suprême et poursuit la pratique des « conseils sur place ». Ses visites d'orientation sont « plus symboliques » que celles de son père, et il « les réalise d'une manière plus mécanique et chorégraphiée, évitant le contrat direct avec les Nord-Coréens ordinaires au contraire de son père ». Une autre différence avec les visites de son père de sites industriels, Kim Jong-il met l'accent sur les sites de l'armée populaire de Corée. Plus de la moitié de ses visites se déroulent auprès d'unités militaires ou d'éléments liés à l'armée,, bien qu'il ait également effectué des visites de sites agricoles et d'industrie légère. L'accent mis sur les bases de l'armée et autres installations militaires pendant la période de famine en Corée du Nord souligne la stratégie gouvernemental du songun (« l'armée d'abord ») aux yeux du peuple nord-coréen. Les nombreuses visites effectuées par Kim sont largement reprises dans la propagande nord-coréenne. 
« Contrairement à son père, Kim Jong-un concentre ses visites d'orientation à Pyongyang ». L'engagement de Kim Jong-un pour des projets touchant les habitants de la capitale, comme à travers ses visites  d'une « maternité, d'un complexe sanitaire, d'une patinoire, de complexes d'appartements et d'un parc d'attractions (Mangyongdae) », fait penser aux analystes que Kim tente de consolider son soutien des élites urbaines nord-coréennes.
Les services de renseignements sud-coréens rapportent que le travail de préparation préalable aux « conseils sur place » commence à l'usine désignée ou à d'autres lieux de travail un « an avant que les directives réelles ne soient données ». Lors des visites, le dirigeant distribue des « conseils pratiques » et des instructions pour améliorer la productivité ou les conditions de travail. Il est entouré de soldats, de membres du Parti du travail de Corée ou de fonctionnaires qui inscrivent minutieusement tout ce qu'il dit (même des blagues) dans des cahiers tous identiques. La scène des différents apparatchiks écrivant chaque mot du dirigeant est diffusée à la télévision nationale, ce qui lui donne une image de profonde omniscience. Après les visites, des « rassemblements de fidélisation et de détermination » ont lieu sur le site, et un monument ou une plaque commémorative de la visite et de ses remarques est installé,. Ceci est utilisé comme outil d'« idolâtrie » et le site est traité avec respect.
Les analystes utilisent la présence des divers fonctionnaires nord-coréens accompagnant le dirigeant lors des visites de « conseils sur place » afin de déterminer les différences de discernement dans la hiérarchie et la structure de pouvoir en Corée du Nord sous Kim Jong-il et Kim Jong-un. Lors d'analyses des réseaux sociaux, on peut observer l'ascension ou la chute des individus et on peut voir le pouvoir relatif des différents groupes selon l'âge et l'affiliation (au Parti, au gouvernement, ou à l'armée).